# Münsterdorf
Münsterdorf település Németországban, Schleswig-Holstein tartományban. Lakosainak száma 1873 fő (2023. december 31.).

## Népesség
A település népességének változása:
| Lakosok száma | 1472 | 1857 | 1882 | 1890 | 1877 | 1873 |
|               | 1975 | 2017 | 2019 | 2021 | 2022 | 2023 |